# Evangelischer Friedhof (Kempten)

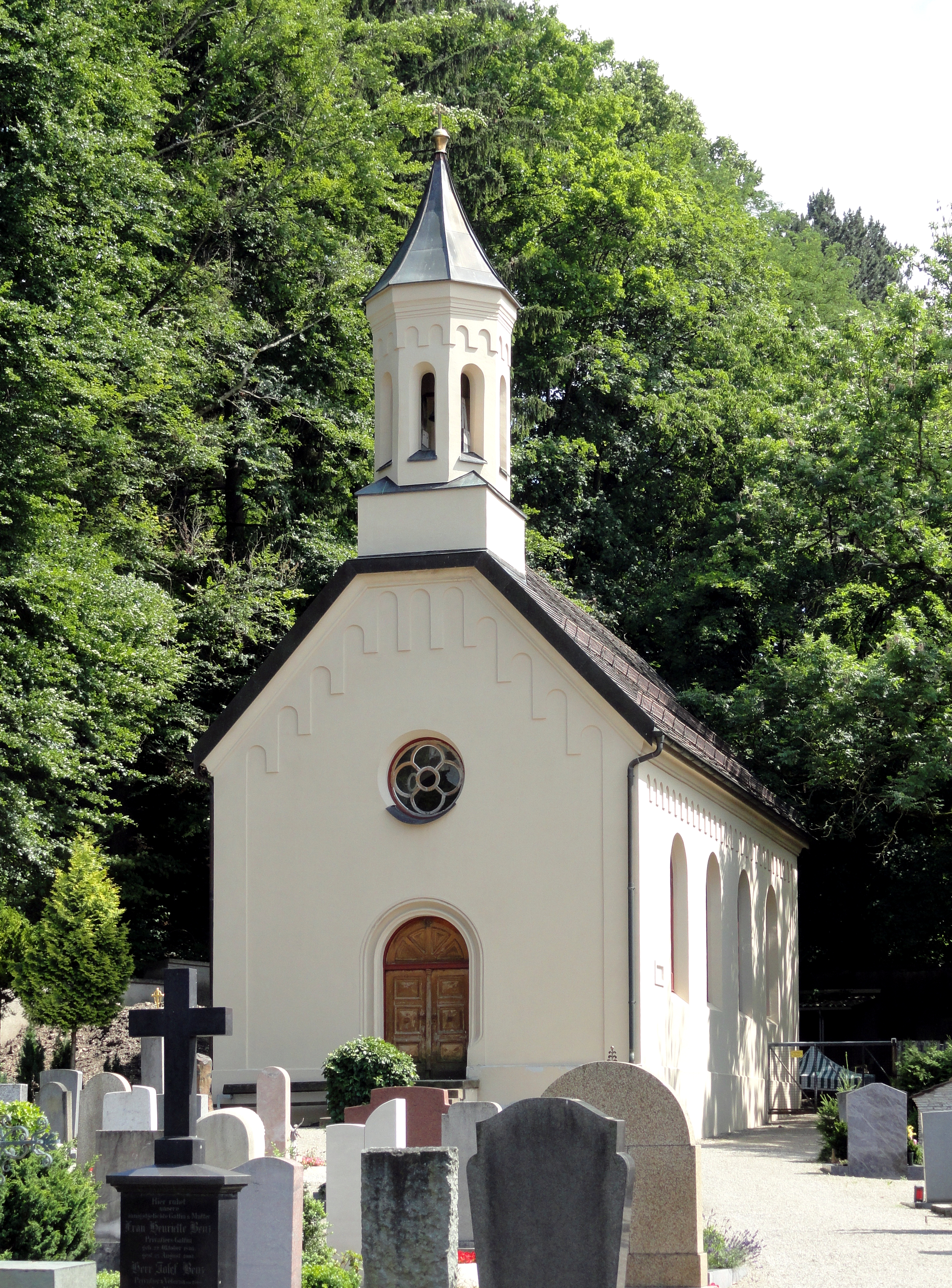
Friedhofskapelle von 1841

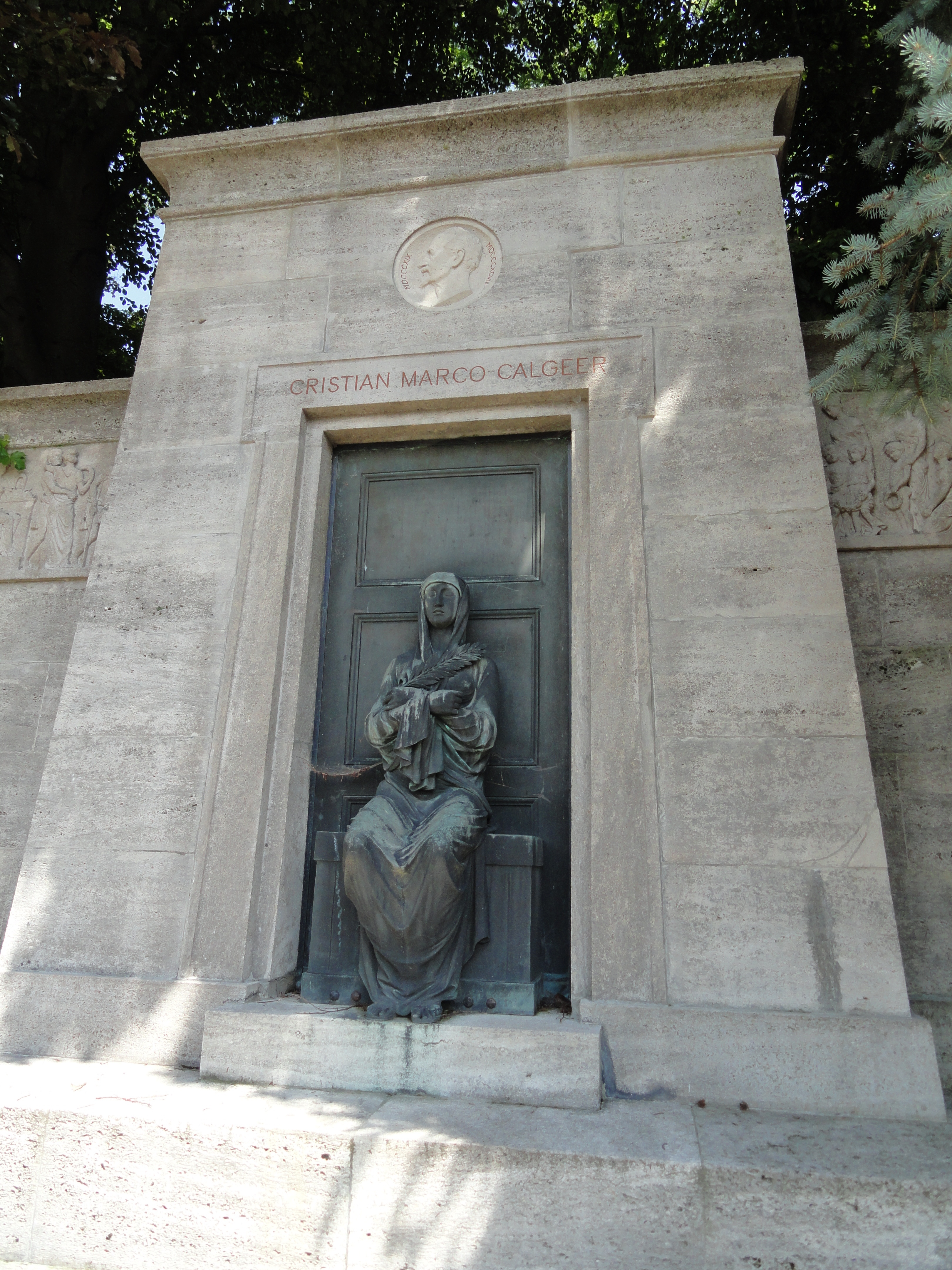
Grabstätte von Christian Marco Calgèer

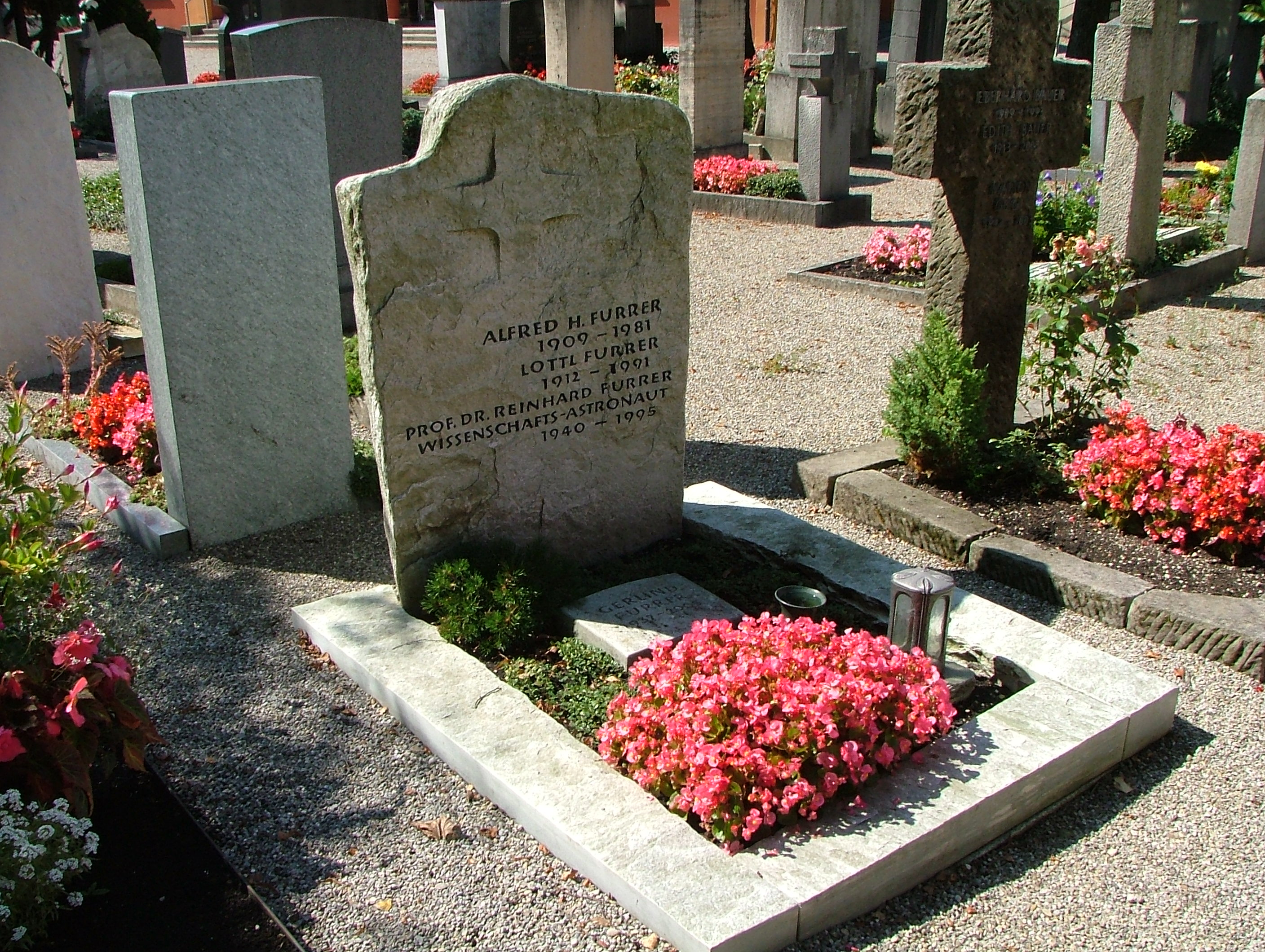
Grabstätte von Reinhard Furrer

Der Evangelische Friedhof Kempten liegt in Kempten (Allgäu) am Westhang der Burghalde. Träger ist die Evangelisch-lutherische Kirchengemeinde Kempten (Allgäu), die Verwaltung erfolgt durch das Kirchengemeindeamt Kempten (Allgäu).

## Entstehung
Das heutige Gelände war seit 1379 im Besitz der Reichsstadt. Lange Zeit wurde es als Obst- und Tiergarten genutzt. 1527 schloss sich die Reichsstadt Kempten der Reformation an. Im Jahr 1535 wurde der Friedhof wegen Platzmangels im Kirchenbezirk der St.-Mang-Kirche und Erasmuskapelle aufgelassen, jedoch bestanden dort bis um 1600 Grabmäler. Am Hang der Burghalde entstand ab 1553 der Friedhof. Er erhielt im Jahr 1563 eine Ummauerung die im Westen auf einer spätrömischen Stadtmauer aufliegt. Im Jahr 1839 fing der Bau der 1841 eingeweihten Kapelle in neoromanischen Formen an. 1905 erfolgte eine Erweiterung nach Norden. Die Urnenhalle wurde 1936 fertiggestellt.

## Bestattete Persönlichkeiten
Im Friedhof unter der Burghalde ist der Physiker und Astronaut Reinhard Furrer (1940–1995) begraben. Der Friedhof beherbergt zudem Gräber zahlreicher bekannter Persönlichkeiten aus Kempten, wie die von Alfred Weitnauer, Rudolf Zorn, Max Förderreuther und Christian Marco Calgèer sowie die Grabstätte der Architekten Heydecker (Osten) und das Grab der Familie Schnetzer. Die ältesten Grabsteine stammen aus dem 18. Jahrhundert, z. B. der Patrizierfamilie Jenisch-Fischer.